# Мустафа I
Мустафа́ I (осман. مصطفى‎ / Mustafa I; 1591/1592, Маниса или не позднее 1603, Стамбул — 20 января 1639, Стамбул) — султан Османской империи в 1617—1618 и 1622—1623 годах. Носил прозвище Безумный (тур. Deli) из-за психического заболевания, стал единственным султаном в истории Османской империи, который дважды восходил на трон и дважды был с него свергнут.
В декабре 1603 года султаном стал старший единокровный брат Мустафы Ахмед I. Самого Мустафу должны были казнить по закону Фатиха, однако по ряду причин ему сохранили жизнь. Одной из таких причин могло быть психическое состояние наследника. В последующие годы Ахмед I несколько раз пытался казнить брата, но всё время менял решение. На протяжении всего правления брата Мустафа оставался под строгим надзором во дворце, что ещё больше усугубило его психическое состояние.
Когда в ноябре 1617 года неожиданно умер Ахмед I, перед государственными деятелями встал вопрос, кто унаследует трон: брат покойного Мустафа или малолетний сын Осман. Чаша весов склонилась в сторону Мустафы, и 22 ноября 1617 года его возвели на престол. Поскольку сам султан не был способен править, большую часть его обязанностей возложили на его мать. О действиях самого Мустафы в период его правления известно мало. В феврале 1618 года государственные деятели пришли к выводу, что Мустафа не может править, поскольку в его психическом здоровье так и не наступило улучшение. 26 февраля с согласия матери султана Мустафа был свергнут и заточён во внутренних покоях дворца, где оставался на протяжении недолгого правления его племянника Османа II.
19 мая 1622 года во время бунта против Османа Мустафу освободили из заточения и вновь возвели на престол. На следующий день был жестоко убит свергнутый племянник Мустафы Осман II, что наложило тень на всё второе правление безумного султана. Второе правление Мустафы I сопровождалось финансовым кризисом, обусловленным неоднократной сменой власти за короткий срок; попытки матери султана, вновь взявшей на себя большую часть султанских обязанностей, и великого визиря наладить ситуацию ни к чему не привели. Сам Мустафа ввиду своего состояния не имел никакого влияния на происходящие события. К началу 1623 года обстановка в столице накалилась. В это же время Абаза Мехмед-паша в Эрзуруме осудил «кровь Османа II» и поднял восстание с целью найти и наказать убийц покойного султана. Сторонники Мустафы во дворце выдали бунтовщикам зятя султана Кара Давута-пашу, принимавшего непосредственное участие в убийстве Османа, в надежде, что казнь Кара Давута положит конец восстанию, однако эти надежды не оправдались. В итоге великий визирь провёл переговоры с улемами и матерью Мустафы, и 10 сентября 1623 года султан был свергнут и вновь заточён в покоях дворца.
Мустафа умер 20 января 1639 года в заточении и, вопреки традициям, его тело было погребено только через 17 часов после смерти, поскольку султанские гробницы были переполнены. В итоге бывшего султана похоронили в одном из зданий перед мечетью Айя-София, назначение которого достоверно так и не было установлено. В отличие от предыдущих султанов, Мустафа не имел наложниц и детей и не занимался благотворительностью.

## Биография

### Происхождение

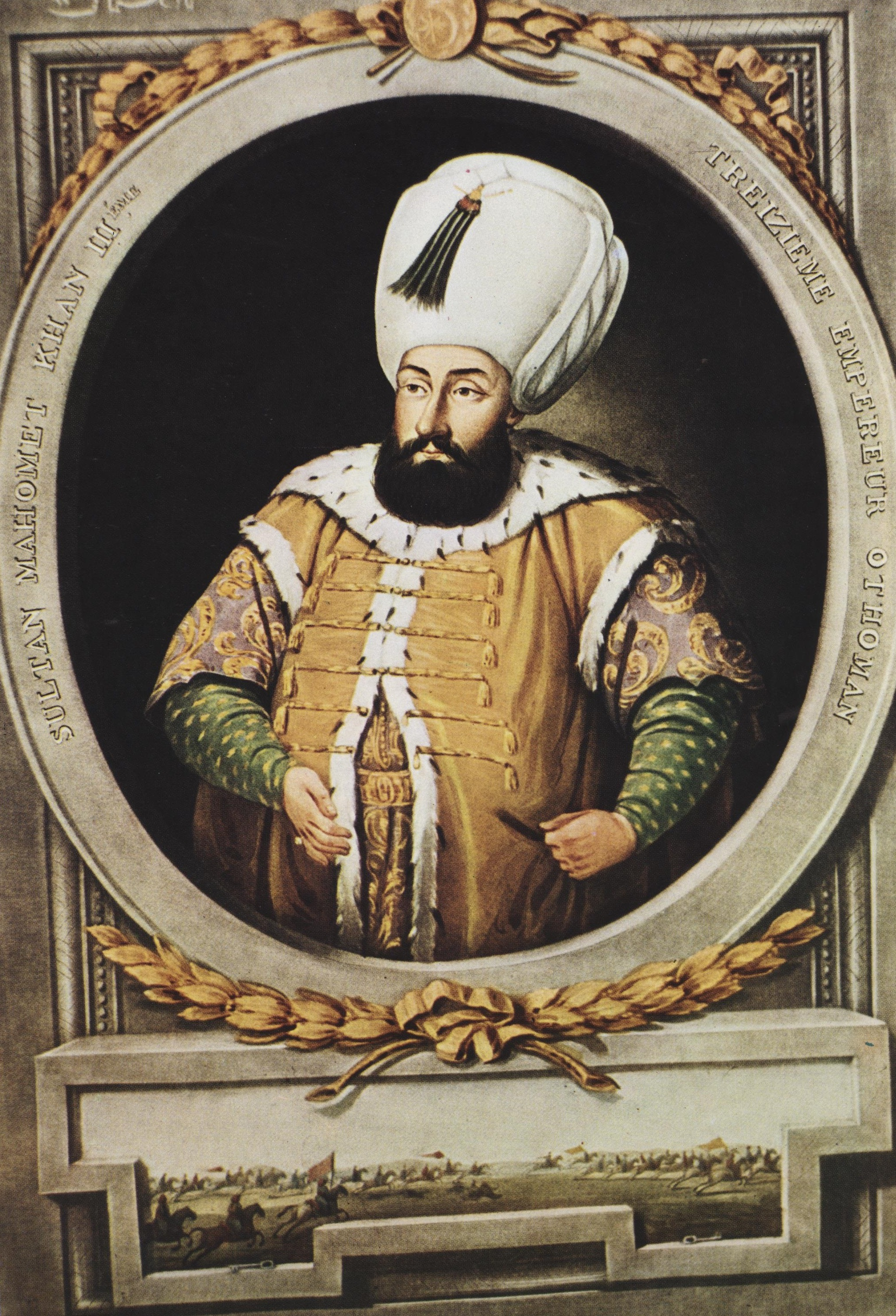
Отец Мустафы султан Мехмед III

Мустафа был младшим сыном султана Мехмеда III, однако достоверно не известно, кто был его матерью и когда и где он родился.

#### Вопрос даты рождения
Согласно историографии, основанной на османских источниках, Мустафа родился в 1000 году по хиджре (1591/1592 год по григорианскому календарю) в Манисе, где его отец на тот момент служил санджакбеем. Этой же версии придерживались турецкий историк Феридун Эмеджен, автор статьи о Мустафе в «Исламской энциклопедии», и османский историк Сюрея Мехмед-бей в своём труде «Реестр Османов». Турецкий историк Недждет Сакаоглу указывает годом рождения Мустафы 1591-й, а османист Энтони Олдерсон и турецкий историк Чагатай Улучай — 1592-й.
Турецкий историк Гюнхан Бёрекчи в докторской диссертации «Династия на пороге гибели: Мехмед III, Ахмед I, Мустафа I и политический кризис Османской империи XVII века» (тур. İnkırâzın Eşiğinde Bir Hanedan: III. Mehmed, I. Ahmed, I. Mustafa ve 17. Yüzyıl Osmanlı Siyasî Krizi) писал, что Мустафа I должен был родиться в Стамбуле гораздо позже общепринятой даты: венецианский посланник Симоне Контарини в отчёте от 3 января 1604 года писал, что брату султана Ахмеда I Мустафе около четырёх лет; цитируя информацию, полученную от своих доверенных лиц во дворце, Контарини делает вывод, что Мустафа родился в 1601 году и на момент восшествия брата на престол ему было три года и вскоре должно было исполниться четыре. Кроме того, в докладе английского посланника королеве Елизавете I от 26 июля 1602 года сообщалось, что визири в Стамбуле решают, кого из двоих шехзаде назначить наследником; Бёрекчи делает вывод, что речь идёт о Махмуде и Ахмеде. Мустафа, которому по общепринятой версии на тот момент должно было быть десять или одиннадцать лет, не упоминается в этом докладе, поэтому он на тот момент либо ещё не родился, либо же был очень мал. Ещё одной причиной того, что Мустафа не был указан в докладе, мог быть тот факт, что ввиду его психического состояния его существование старались не афишировать.
Религиозный деятель и историк XVII века Карачелебизаде Абдулазиз-эфенди отмечал, что Мустафа родился в год казни его брата Махмуда. Вместе с тем байло Оттавиано Бон в 1609 году в своём докладе Венецианскому сенату оценил возраст Мустафы в 10 лет — таким образом, Мустафа должен был родиться в 1599—1600 годах. Турецкий историк Баки Тезджан, проведший наиболее детальное исследование даты рождения Мустафы, писал, что шехзаде должен был родиться между 1600 и 1602/1603 годами.

#### Вопрос материнства
Феридун Эмеджен писал, что имя матери неизвестно, однако она была абхазского происхождения. Османские историки Туга Челеби и Мустафа Наима, не называя имени этой женщины, упоминали её только как «валиде султана Мустафы». Улучай писал, что имя матери Мустафы неизвестно, но она была жива во время второго правления сына. Сюрея, не указывая иных данных, тоже отмечал, что имя матери Мустафы неизвестно. Американский историк Лесли Пирс отмечала, что имя матери Мустафы  утрачено, однако она играла весьма заметную роль, являясь регентом при сыне.
Недждет Сакаоглу тоже писал, что имя матери Мустафы неизвестно, однако отмечал, что женщина была «плотного телосложения». Сакаоглу выдвигал предположение, что матерью Мустафы могла быть наложница Мехмеда III по имени Махпейкер, если таковая вообще существовала.
Энтони Олдерсон назвал Хандан-султан матерью как Ахмеда I, так и Мустафы I. Эта версия ошибочна, поскольку Хандан умерла в 1605 году, тогда как мать Мустафы I в 1622 была ещё жива.
Гюнхан Бёрекчи в двух своих диссертациях писал, что у Мустафы и Махмуда была одна мать. В диссертации «Династия на пороге гибели: Мехмед III, Ахмед I, Мустафа I и политический кризис Османской империи XVII века» и в статье о Мустафе в «Энциклопедии Османской империи» он отмечал, что её имя неизвестно. В комментариях к более поздней диссертации «Фракции и фавориты при дворе султана Ахмеда I (пр. 1603—17) и его ближайших предшественников» (англ. Factions and favorites at the courts of sultan Ahmed I (r. 1603—17) and his immidiate predessors) он указывает, что обнаружил в архивах забытую генеалогию династии, сохранившуюся в рукописи XIX века, в которой мать Мустафы названа Халиме-султан. Бёрекчи  писал, что Карачелебизаде Абдулазиз-эфенди называл Мустафу и Махмуда полнородными братьями. Бёрекчи отмечает, что Контарини, первоначально сообщивший о казни матери Махмуда вместе с ним, неделю или две спустя сообщал, что это были всего лишь слухи, и из достоверного источника во дворце ему известно, что мать шехзаде выслали в Старый дворец.

### Ранние годы. Наследник брата
В 1595 году отец Мустафы стал султаном, и весь гарем Мехмеда был перевезён в Стамбул. Эмеджен полагал, что Мустафа был в числе шехзаде, перевезённых в столицу в 1595 году. Базовое образование шехзаде получил в султанском дворце; байло Оттавиано Бон в 1609 году отмечал, что обучением Мустафы занимаются гаремные женщины. Начиная с возраста 10—11 лет сыновья султанов должны были проходить обучение управлению государством в различных провинциях империи — санджаках, однако в правление отца Мустафы обучение шехзаде, как и их жизнь в целом, ограничивалось стенами султанского дворца, а сам султан так и не объявил, кого из сыновей он видит своим преемником. Согласно Лесли Пирс, сыновья султанов в период с 1603 по 1648 год получали лишь 100 акче в день — наименьшее жалование из всех членов семьи, за исключением незамужних сестёр султана.

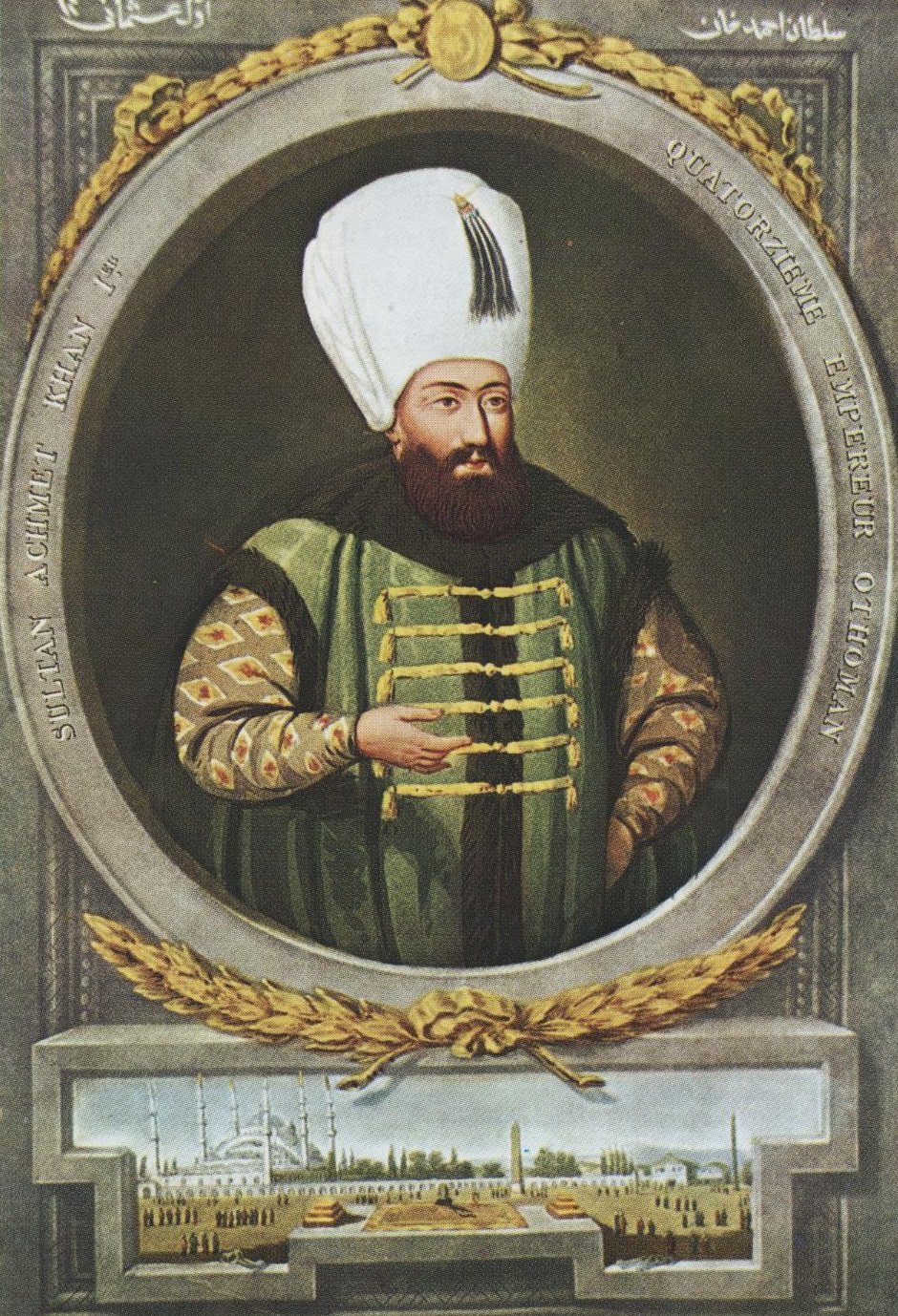
Султан Ахмед I, единокровный брат Мустафы, наследником которого он был

По сведениям Эмеджена, когда в декабре 1603 года умер отец Мустафы и султаном стал его старший единокровный брат Ахмед I, Мустафу должны были казнить по закону Фатиха. Однако он был единственным оставшимся в живых шехзаде, а новый султан был молод и ещё не имел сыновей, и Мустафе сохранили жизнь. Кроме того, в его пользу сыграл тот факт, что народ весьма негативно воспринял казнь Мехмедом III девятнадцати братьев. Улучай, Пирс и Бёрекчи в «Энциклопедии Османской империи» отмечали, что Мустафа избежал казни по причине своего психического состояния, из-за которого не представлял угрозы правлению брата. Пирс отмечала, что дальнейшее восшествие на престол Мустафы ставит под вопрос степень его изначального психического состояния.
В течение полутора лет после восшествия на престол у Ахмеда родилось двое сыновей, и жизнь Мустафы вновь оказалась под угрозой. Эмеджен связывал бездействие Ахмеда с напряжённой обстановкой в стране и слишком юным возрастом его сыновей. В то же время в некоторых источниках указывалось, что Ахмед I несколько раз пытался казнить брата, но всё время менял решение: так, в отчёте Симоне Контарини, датированном 1612 годом, указано, что султан отменил решение о казни в первый раз из-за внезапной болезни, а во второй раз — из-за начавшейся сильной бури. В то же время Бёрекчи в «Энциклопедии Османской империи» писал, что не последнюю роль в сохранении жизни Мустафе после рождения у Ахмеда I сыновей сыграла фаворитка последнего Кёсем-султан, которая желала сохранить жизни и своим сыновьям в случае, если после смерти Ахмеда султаном стал бы его первенец от другой наложницы Осман.
На протяжении всего правления брата Мустафа оставался под строгим надзором во дворце, что ещё больше усугубило его психическое состояние и превратило его в параноика, боящегося казни. Согласно Сакаоглу, о психическом нездоровье Мустафы было известно ещё до восшествия на престол его брата Ахмеда I, поэтому во время правления отца и брата существование Мустафы старались не афишировать и не выпускали его за пределы дворца.

### Первое правление
В ноябре 1617 года неожиданно умер Ахмед I и перед визирями и улемами встал вопрос, кто унаследует трон: брат почившего султана или его малолетний сын. Шейх-уль-ислам Ходжазаде Эсад-эфенди, каймакам Софу Мехмед-паша и другие государственные деятели настаивали на возведении на трон Мустафы в обход Османа, что изменяло сам принцип престолонаследия. Османский историк Ибрахим Печеви отмечал, что народ бы негативно воспринял возведение на престол малолетнего Османа при наличии достаточно взрослого, пусть и психически нестабильного, Мустафы; к тому же, кызляр-ага Мустафа, хоть и был против восшествия на престол безумного шехзаде, считал, что в будущем Мустафа может пойти на поправку: обширные социальные контакты султана должны были положительно повлиять на его состояние. Ходжазаде и Софу считали, что если Мустафу не возвести на престол, то его вряд ли смогут уберечь от «людской молвы». Печеви так писал о решении визирей: «Считалось, что, поскольку возведение на трон шехзаде-ребенка при наличии уже взрослого шехзаде вызовет публичные слухи и создаст многочисленные потенциальные опасности, времена требовали, чтобы трон султаната в порядке преемственности принадлежал султану Мустафе. В противном случае они были бы мишенью всех народных стрел порицания и поношения». Ходили слухи, что среди тех, кто возвёл Мустафу на престол была любимая жена Ахмеда I Кёсем-султан, которая стремилась не допустить правления Османа и проложить путь к престолу собственным сыновьям.
| Дата                       | Визирь              |
| -------------------------- | ------------------- |
| ноябрь 1616 18 января 1619 | Марашлы Халиль-паша |

В среду 22 ноября 1617 года (23 зу-ль-када 1026 по хиджре) Мустафа I был возведён на престол, в пятницу он отправился в Эюп, где прошёл церемонию опоясывания мечом Османа. Уже во время церемонии стало ясно, что султан не в себе. В качестве джюлюсного бакшиша было роздано сто кошелей золота. Бо́льшую часть султанских обязанностей возложили на мать Мустафы, действовавшую через доверенных лиц. Был произвёден ряд назначений, однако мать сохранила должность кызляра-аги за Мустафой-агой, вопреки мнению её сторонников в совете дивана.
Эмеджен отмечал, что источники дают мало сведений о действиях самого Мустафы во время своего правления, которое продлилось лишь до 26 февраля 1618 года (1 раби аль-авваль 1027 года по хиджре). Историк XVII века Топчулар Кятиби Абдкулкадир-эфенди писал, что султан часто выезжал на охоту, привозил во дворец для ознакомления военное снаряжение, такое как ружья, луки и щиты, давал чаевые мастерам, которые их изготовляли, а также ездил в Топхане, где восхищённо осматривал пушки и стрелял из них. Историк писал, что Мустафа обошёл корабли и осмотрел их состояние, приказал 100 галерам и 100 фрегатам выйти в Чёрное море, раздал подати улемам, шейхам-дервишам и беднякам и заявлял, что отрёкся от трона по собственному желанию. Другие источники чётко указывают, что Мустафу свергли с престола, и называют причины этого свержения. Один из историков того периода, Хасанбейзаде Ахмед-паша, писал, что ожидания кызляра-аги Мустафы касательно улучшения психического здоровья султана не оправдались. Софу Мехмед-паша и шейх-уль-ислам Ходжазаде Эсад-эфенди, приведшие Мустафу к власти, всё яснее понимали, что лекарства, которые лекари давали султану, не работают, Мустафа опустошает казну и распространяет слухи, что его племянники убиты и династия прервётся на нём самом. И Мехмед-паша, и Эсад-эфенди понимали, что необходимо принять срочные меры по устранению султана. Они, вероятно, пошли на сговор с матерью Мустафы, пообещав сохранить ему жизнь, если его мать даст согласие на свержение сына. Причиной низложения официально была названа «умственная слабость» султана. После того как 26 февраля 1618 года (1 раби аль-авваль 1027) двери комнаты, куда поместили Мустафу, закрылись за ним, на трон был возведён старший сын покойного султана Ахмеда I Осман II. Мустафу поселили в тех же покоях, где ранее под надзором проживал Осман на протяжении правления дяди.

### В правление Османа II

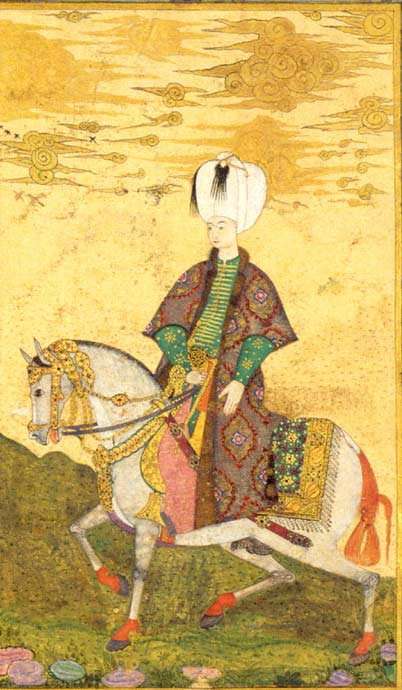
Осман II, старший племянник Мустафы, сменивший его на троне

Молодой султан выразил своё негодование по поводу возведения на престол дяди, изгнав Софу Мехмед-пашу из Стамбула и ограничив полномочия шейх-уль-ислама. В письме к английскому королю Якову I по случаю восхождения на престол подчёркивалось, что ранее османский трон всегда переходил от деда к отцу, от отца к сыну, но в его случае отдали предпочтение брату покойного султана из уважения к его возрасту, однако дядя, по словам Османа, оказался «смущающе некомпетентным человеком»; Осман уважительно называл Мустафу «своим великим и благородным дядей».
В 1621 году перед походом на Хотин Осман II, опасавшийся восстания, казнил старшего из своих младших братьев шехзаде Мехмеда. Восстания со стороны дяди он не опасался из-за его психического состояния и потому сохранил ему жизнь. Последующие события показали, что молодой Осман ошибался и, пока он находился в походе, в столице зрел заговор, в результате которого своим султаном янычары и сипахи выбрали Мустафу. Одной из причин такого выбора стало то, что психическое состояние Мустафы не улучшалось и им можно было управлять.

#### Бунт против Османа II
Феридун Эмеджен отмечал, что военные заранее не планировали возводить Мустафу на трон — эта мысль возникла уже во время налёта на дворец 19 мая 1622 года (8 раджаба 1031 года по хиджре): когда кто-то из нападавших произнёс имя бывшего султана, остальные ухватились за это и отправились на поиски Мустафы. Хотя бунтовщики очень быстро узнали о местонахождении султана от гаремного слуги, вызволить его из заточения сразу они не смогли. Тем временем Мустафа, который слышал, как выкрикивают его имя, отвечал бунтовщикам: «Если вы хотите меня, и я хочу вас». Услышав это, повстанцы поднялись на купол комнаты, в которой был заперт Мустафа, и пробили его топорами. Историк Хюсейн Туга-челеби так описывает последующие события: «На слова: „Мой падишах, снаружи вас ждут солдаты“ — он ответил: „Дайте воды“. Отовсюду принесли воды; выпив, он сказал: „Хвала Аллаху! Вот уже два дня мне не давали воды, хотели извести жаждой и голодом, [поскольку] мечом убить не смогли, [но] воля божья — воля святая“… С тех пор как завоевали город Константинополь, сюда не смел [проникнуть] ни один янычар. Затем, обвязав султана Мустафу верёвками, его вытащили наверх. Вслед за ним вытащили двух прислуживавших ему рабынь. Спустив [всех] вниз, доставили к толпе». Эмеджен уточнял, что султана Мустафу подняли на подушке, закреплённой верёвками.
Историк Хюсейн Туга-челеби, свидетель этих событий, подробно описал то, что происходило с Мустафой и Османом. По словам Туги, повстанцы хотели посадить Мустафу на коня шейх-уль-ислама Эсада-эфенди, которого нашли во дворце после того, как вызволили султана. Когда Мустафа из-за слабости не мог удержаться на коне, повстанцы решили спрятать его в одном из помещений Арз Одасы. Между тем Эсад-эфенди призывал повстанцев отказаться от бунта в пользу Мустафы, поскольку ввиду его психического состояния улемы не дали бы разрешения на его возведение на престол. Повстанцы его не послушали и заставили шейх-уль-ислама под страхом смерти поклясться в верности султану Мустафе. Сам Мустафа в это время пребывал в плачевном состоянии: повстанцы заперли его в Арз Одасы в одном нижнем бельё, по словам Туги, не выдав ему даже ферадже. В это же время мятежники требовали присяги Мустафе, однако улемы не позволяли присягнуть ему, пока на троне сидит султан Осман. По этому поводу бунтовщики около трёх часов препирались с улемами, затем Мустафе присягнул казаскер Румелии Кетхуда Мустафа-эфенди, за ним присягу принесли и улемы, и шейхи, а в Стамбул послали глашатаев, которые объявляли: «Султан Мустафа стал падишахом!» Затем султана с двумя наложницами, пребывавшими с ним в заключении, посадили в телегу для перевозки больных и отправили в Старый дворец, где находилась его мать. В это же время Мустафа издал свой первый указ: Кара Али-ага, назначенный Османом главой янычар, должен был остаться на своём посту и освободить заключённых в подземельях Баба Джафер и Галаты. В это же время часть мятежников занималась разграблением дворцов и домов своих противников — Баки-паши, сына Ходжи Омер-эфенди, кадия Стамбула и Кара Али-аги. Улем Бостанзаде Яхья-эфенди, находившийся во дворце во время бунта и переворота, узнав о повторном восшествии на престол Мустафы I, заявил, что Осман беспомощен, поскольку не прислушивался к советам учёных мужей, и с трудом покинул дворец.
Когда мятежники, перевёзшие Мустафу в Старый дворец, узнали о слухе, что ночью Осман с бостанджи планирует напасть на дворец и убить Мустафу, то по совету Феридуна-эфенди решили укрыть своего султана в старой мечети Ахмедие (Орта Джами). В повозку посадили падишаха, его мать и рабынь; рядом с повозкой шли дворцовые аги и оруженосец Дервиш-ага, позднее получивший должность аги янычар. Печеви, наблюдавший за происходящим, писал, что в это время собралась большая толпа, и все пытались увидеть султана, некоторые пытались забросить в повозку куски ткани, вырванные из тюрбанов и рукавов одежды, веря, что таким образом они смогут исполнить свои желания; Печеви отмечал, что эти куски ткани собирала мать султана. Мечети достигли к вечеру, здание окружили янычары, способные защитить Мустафу от сторонников Османа, которых молодой султан отправил, чтобы они доставили дядю к нему. Туга Челеби сообщал, что, войдя в Орта Джами, султан Мустафа произнёс молитву: «О падишах падишахов, прошу доставить мне без насилия султана Османа в эту мечеть». В дальнейшем бунтовщики планировали отвезти Мустафу в султанский дворец Топкапы, однако тот отказывался ехать во дворец, пока к нему не приведут Османа. Ситуацию усугубляла мать Мустафы, которая, по словам Туги Челеби и Мустафы Наимы, заявила янычарам: «Аги, вы с нами, Осман — страшный человек! Если он спасётся, то никто из вас не жилец!»
Туга Челеби писал, что Осман II испугался, услышав, что Мустафу перевезли из Старого дворца в Орта Джами. Молодой султан вызвал к себе Хюсейна-пашу и вручил ему печать великого визиря в надежде, что тот сможет урегулировать ситуацию. Хюсейн предложил обратиться к главному аге янычар и, если надо, подкупить его, однако Осман считал, что на агу полагаться нельзя и будет лучше бежать в Анатолию, собрать там войско и разбить мятежников. Хюсейн-паша посчитал такой план безумием и убедил Османа встретиться с агой янычар. По итогу переговоров Осман и ага янычар сошлись на том, что рано утром ага янычар «пойдёт в казармы, позовёт одабаши и выдаст в виде [монаршей] милости по 50 золотых и [ещё] лилового сукна, а сипахиям — по 10 акче прибавки в виде милости, а султана Мустафу пусть снова перевезут во дворец». Как и планировалось, ага отправился в корпус и переговорил с остальными ага, однако те посоветовали ему самому явиться в мечеть, где укрылся Мустафа, и убедить войско сдать безумного султана. Глава янычар прибыл в мечеть и поговорил с Мустафой, но как только он вышел из мечети и начал свою речь, сипахи сбросили его с лестницы и убили. Тело аги бунтовщики протащили до Аксарайского рынка, а затем разграбили его дом и дома нескольких других чиновников.
Тем временем Мустафа, сидевший в михрабе мечети и держащий за юбки своих наложниц, подошёл к окну и хотел выглянуть наружу, когда услышал за окном голоса. Печеви, получивший сведения о случившемся от человека, находившегося в это время в мечети, писал, что за окном говорили военные, приведшие Османа, и сам Осман упрекнул военных: «Посмотрите, кого вы делаете султаном». Туга-челеби представляет другую картину, заявляя, что во время вечерней молитвы Мустафа поднял руки и пригласил всех присутствующих помолиться, что он не хотел уходить до прихода Османа и что Османа привели в мечеть на следующий день, однако султаны так и не встретились. В тот же день Мустафа на ступенях мечети приветствовал народ, после чего была прочитана совместная молитва. Эмеджен отмечает, что в ряде источников утверждается, что Кара Давут-паша, предположительно женатый на полнородной сестре Мустафы, несколько раз собирался убить Османа, которого приводили в одно и то же место перед выходом Мустафы из мечети, но Давут так и не решился на это, опасаясь негативной реакции солдат возле мечети.

### Второе правление
Церемония присяги султану прошла в пятницу 20 мая 1622 года (9 раджаба 1031 года по хиджре) в Топкапы, куда в полдень был доставлен Мустафа. В тот же день от имени султана в мечетях зачитали проповедь. Тогда же был жестоко убит бывший султан Осман II, что наложило тень на всё второе правление Мустафы: убийство и надругательство над телом его племянника вызвали сильную ненависть янычар и сипахов как в самом Стамбуле, так и в провинциях — эта ситуация была главной причиной последующих восстаний и беспорядков в столице. Венецианский байло, описывавший Мустафу как бледного, с редкой бородой, большими чёрными, но тусклыми глазами и слабым телом, отмечал, что умственная слабость султана была известна ещё во время его первого правления, однако со временем его психическое состояние ещё больше ухудшилось, в частности, под влиянием жизни в заключении в период правления Османа, обстоятельств возведения на трон, а также трагической гибели Османа. В некоторых западных источниках говорилось, что Мустафа I бегал туда-сюда по дворцовым коридорам, стучал во все двери, выкрикивал имя Османа и призывал племянника спасти его от бремени султаната.
Второе правление Мустафы сопровождалось финансовым кризисом, обусловленным неоднократной сменой власти за короткий срок: в период с 1615 по 1632 год на троне сменилось трое султанов, и каждое восшествие на престол сопровождалось раздачей золота, что истощило казну. Английский посланник сэр Томас Ро так писал о попытках валиде-султан и великого визиря наладить ситуацию: «Султана-мать с этим визирем нашли невозможным осуществить следующую выплату обычными средствами, поэтому решили изменить чеканку и вернуть её в сераль; здесь они отдали все сёдла, уздечки, мундштуки, стремена, цепи, старые серебряные тарелки и золото, что смогли найти, чтобы отчеканить монеты. Таким образом они надеялись, что смогут подлатать дыру [в казне] хотя бы на время…»
| Даты                            | Визирь                        |
| ------------------------------- | ----------------------------- |
| 20 мая 1622 13 июня 1622        | Кара Давут-паша               |
| 13 июня 1622 8 июля 1622        | Мере Хюсейн-паша (первый раз) |
| 8 июля 1622 21 сентября 1622    | Лефкели Мустафа-паша          |
| 21 сентября 1622 5 февраля 1623 | Гюрджю Хадым Мехмед-паша      |
| 5 февраля 1623 30 августа 1623  | Мере Хюсейн-паша (второй раз) |
| 30 августа 1623 3 апреля 1624   | Кеманкеш Кара Али-паша        |

20 мая великим визирем был назначен зять Мустафы Кара Давут-паша, кандидатуру которого одобрили военные, однако большая часть обязанностей султана вновь возложили на его мать — сам Мустафа не имел ни сил, ни способностей править самостоятельно и оставался марионеткой в руках матери и зятя. Реальная же власть в столице принадлежала не валиде-султан и не Кара Давуту, а янычарам и сипахам, которые по своему желанию назначали, снимали с постов и казнили чиновников государства: на посту великого визиря за первые три месяца правления Мустафы I сменилось четыре человека, каждый назначался и снимался с поста военными. Эти элитные военные формирования вскоре начали борьбу за влияние, в то время как люди в столице и стране возлагали на них ответственность за убийство Османа и требовали наказания виновных.
Ряд назначений был произведён чаушем Кара Мезак Ахмедом-агой, в том числе и его собственное. Сам Мустафа ввиду своего состояния никак не влиял происходящее и не участвовал в государственных назначениях. Не мог он повлиять и на поведение великих визирей, Кара Давута и Мере Хюсейна, которые использовали армию в борьбе за власть; повлиять на них или смягчить последствия их поступков в некоторой мере могла только его мать. В то же время мать Мустафы и Кара Давут вознамерились убить сыновей Ахмеда I Мурада и Ибрагима, чтобы обезопасить правление Мустафы от бунтов одного из шехзаде. Мустафа ничего не знал об этих планах. Бостанзаде Яхья писал, что инициатором предстоящего убийства был Кара Давут-паша, который считал, что в случае смерти Мустафы и отсутствии у него наследников сможет сам захватить трон. Осуществить убийство шехзаде помешали противники Кара Давута во дворце и среди янычар и сипахов, которые всё это время занимались поисками убийц Османа II. Переговоры с военными от имени султана опосредованно вела его мать, за что получила от Карачелебизаде прозвище «падишах-ы ма’неви» (тур. pâdişâh-ı ma‘nevî — «духовный падишах»).
2 июня в столицу прибыл персидский посланник Ага Риза-хан, который, по замечанию Туги-челеби, доставил столь богатые дары, каких ранее послы ещё не привозили.
13 июня 1622 года с должности был снят зять султана Кара Давуд-паша, которого янычары обвинили в убийстве бывшего султана Османа II; должность великого визиря занял Мере Хюсейн-паша. В это же время между янычарами и сипахами произошёл конфликт. Всё это усугубило политический кризис. 24 июня Мустафа, одетый в очень дорогие одежды, призванные показать публике великолепие династии, присутствовал на пятничном приветствии; целью этого выхода было сгладить негативное влияние прошедших событий и закрепить власть нового султана. Кроме того, Мустафа действовал в противоположность своему покойному племяннику: Осман II любил выходить в народ в простых одеждах, чем подрывал престиж династии. Эмеджен отмечал, что Мустафе удалось достигнуть цели и тот его выход к народу восхваляли современные источники.
Повстанцы были недовольны назначением Мере Хюсейна-паши на должность великого визиря и потому 8 июля 1622 года сместили его, назначив на пост Лефкели Мустафу-пашу; повстанцы же распространили слухи, что присутствие Мустафы на совете Дивана 10 июля того же года не требуется. 14 июля на имя султана была выпущена каллиграфия заседания, в которой Мустафу спрашивали, почему он не ознакомился с записями других заседаний и не выполнил всех требований; если не желал быть султаном, то почему позволил освободить его из заключения и возвести на престол; кроме того, было заявлено, что Мустафа стал причиной казни Османа. Таким образом, открыто признавалось, что власть находится в руках военных.
Вместе с тем душевное состояние султана не улучшалось, что не мешало ему укреплять свои позиции. В последнюю пятницу месяца Рамадан проповедник мечети Джеррах Мехмеда-паши Ибрагим-эфенди рассказал, что султан, никому ничего не сказав, отступил в угол и закричал, что видел во сне Османа на небесах и что за него нужно молиться, поскольку Осман покровительствует Мустафе и все в этом убедились. 9 августа султан присутствовал на церемонии Хулефа-йи Рашидын, что было воспринято с большим одобрением. В этот период времени Мустафа часто покидал дворец, ездил в Эюп и Ускюдар и на ферму Кара Давута, оставаясь у зятя на некоторое время. При каждом удобном случае Мустафа появлялся перед народом и принимал послов. Между тем, под давлением повстанцев 21 сентября 1622 года великим визирем вместо Лефкели был назначен Гюрджю Хадым Мехмед-паша.
К началу 1623 года обстановка в столице накалилась. Сипахи, которых не устраивало, что их обвиняют в причастности к убийству султана Османа, устроили бунт в Стамбуле. В это же время Абаза Мехмед-паша в Эрзуруме осудил «кровь Османа II» и поднял восстание с целью найти и наказать его убийц. Все эти события привели к тому, что Мустафу I косвенно обвинили в убийстве предшественника фразой «Умер шах, убитый падишахом» (тур. Ölen şah, öldüren padişahtır). К тому же шейх-уль-ислам Зекериязаде Яхья-эфенди, чтобы умилостивить солдат, заявил, что приказ о казни был отдан султаном, и для подтверждения этого бунтовщики обратились во дворец. С другой стороны, в каллиграфии хумаюна по этому вопросу было указано, что султан не был проинформирован об убийстве Османа, а Кара Давуд-паша не получал согласия Мустафы на убийство его предшественника. Согласно Туге-челеби, 3 января 1623 года янычары собрались в диване и заявили: «Сперва намечалось заточить султана Османа в Едикуле; если же его хотели убить, то надо было убить, а не бросать в тюрьму. Мы теперь не можем находиться в наших вилайетах; [„Вы убили своего падишаха“], — говорят нам и поносят за это. Мы и хотим спросить нашего падишаха, кто именно явился причиной убийства». Заявив так, они подали султану челобитную. Султан Мустафа в светлейшем рескрипте соизволил ответить: «Во имя пречистого Всевышнего Бога я не давал согласия на убийство. Да свершится правосудие над тем, кто был виновником убийства!» Джебеджи-баши набрасывал аркан на султана Османа, сипахи был из свиты Дауд-паши; они и убили его. В конечном итоге всю вину возложили на Давуда-пашу, который, как и другие участники убийства султана Османа, был пойман и казнён. Перед казнью Давут-паша заявил, что сделал это по приказу султана и показал приказы, хранившиеся у него за пазухой; Кара Давуту удалось бежать, но вскоре он был снова схвачен и казнён в Едикуле 8 января 1623 года (6 раби аль-авваль 1032 года по хиджре). Фракция Мустафы при дворе полагала, что казнь Кара Давута положит конец восстанию, однако Абаза Мехмед продолжил наступление.
Следом за этим последовали конфликт между Мере Хюсейном-пашой и Гюрджю Мехмедом-пашой, завершившийся 5 февраля (4 раби аль-ахир) повторным назначением на пост великого визиря Мере Хюсейна-паши, и восстание улемов, показавшие, что Мустафе не удастся остаться на троне. Улемы, собравшиеся в мечети Завоевателя, пришли к выводу, что правление султана недопустимо из-за его умственной слабости, и он должен отречься; сообщение об этом решении было отправлено султану. Кроме того, улемы считали унизительным повторное становление великим визирем Мере Хюсейна и считали, что его также нужно сместить с поста. Дворец отреагировал на всё это приказом разогнать присутствующих в мечети, и возглавить налёт на мечеть должен был именно Мере Хюсейн. К тому моменту, когда Мере Хюсейн-паша с солдатами прибыл в Фатих, улемы покинули мечеть, и в ней оставались простые люди, пришедшие помолиться. Итогом налёта Мере Хюсейна на мечеть стало убийство девятнадцати человек, в том числе трёх сеидов и девяти студентов; тела убитых были сброшены в колодец, а обстановка накалилась ещё больше.
Хотя янычары и сипахи обеспечили снятие с поста Мере Хюсейна, от султана уже ничего не ждали. В конце концов, Кеманкеш Кара Али-паша, который был назначен великим визирем вместо Мере Хюсейна-паши, провёл переговоры с шейх-уль-исламом Яхьёй-эфенди и казаскерами и согласился свергнуть султана. Военные также согласились с этим решением при условии, что султану не причинят вреда. Затем матери султана было отправлено сообщение и доложено о ситуации. Хюсейн Туги заявил, что сипахи и улемы считали, что правление султана недопустимо, поскольку Мустафа невменяем, а все его документы были написаны не султаном, а наложницей по имени Сенубе́р (Сэнувбе́р), которую реис-уль-кюттаб (главный писарь) Хамза-эфенди отдал на службу Мустафе I. Улемы предложили задать Мустафе ряд вопросов (как тебя зовут? чей ты сын? какой сегодня день?), и если султан сможет ответить на них, ему позволят сохранить трон. Перед лицом этой ситуации мать султана, понимавшая, что Мустафа не сможет ответить ни на один вопрос, также согласилась со свержением сына. Всё то время, что решалась его судьба, Мустафа I пребывал вместе с матерью на ферме Давута-паши. 9 сентября он был привезён во дворец под предлогом необходимости присутствия султана на совете дивана на следующий день. 10 сентября 1623 года (15 зу-ль када 1032 года по хиджре) Мустафа был заперт в одной из комнат султанского дворца, а на трон взошёл его малолетний племянник Мурад IV.
Мустафа I стал единственным султаном в истории Османской империи, который дважды восходил на трон и дважды был с него свергнут.

### Заточение и смерть

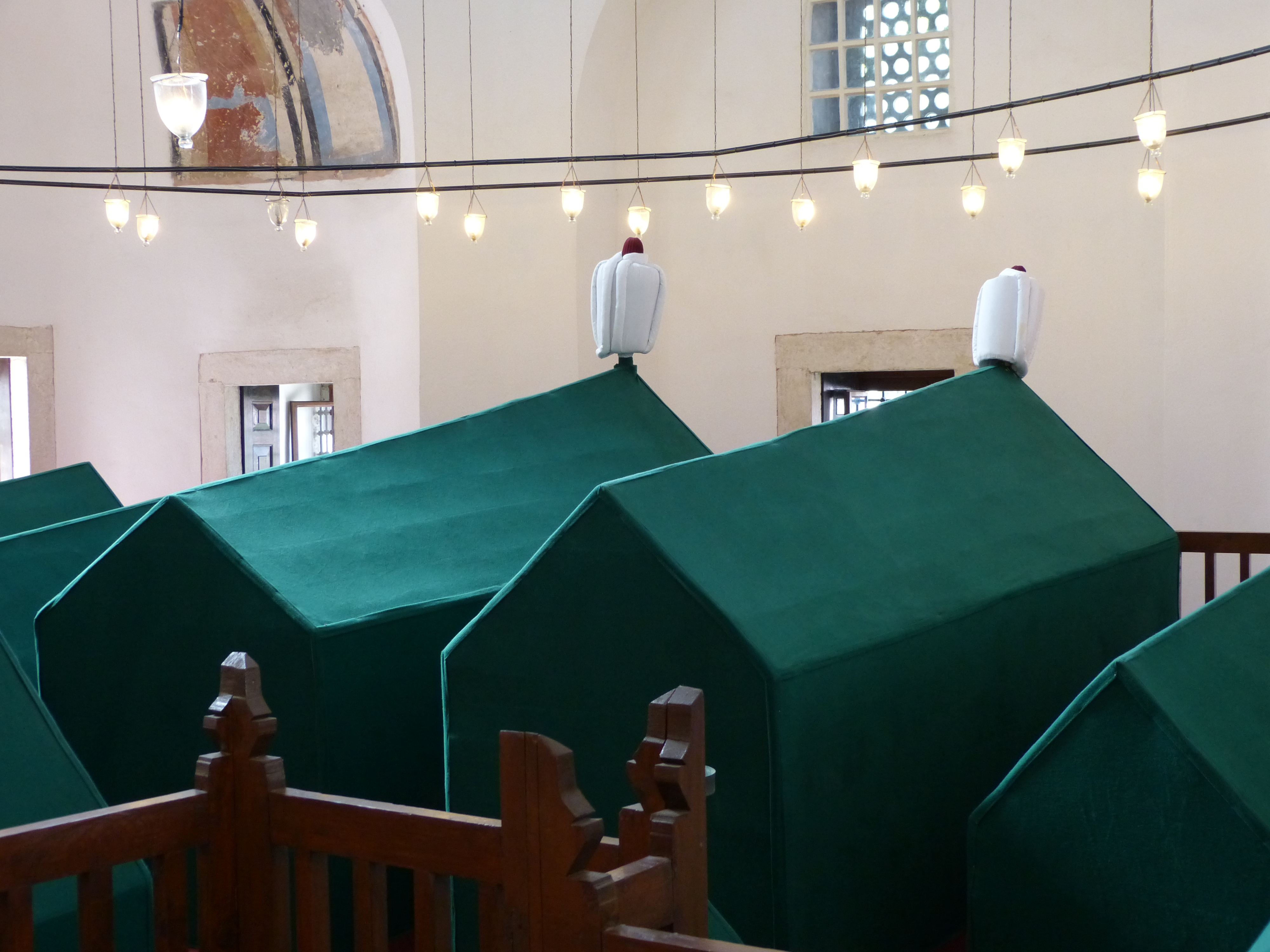
Могилы султанов Мустафы I и Ибрагима I в одном из мавзолеев на территории мечети Ая-Софья

Мустафа I, чьё первое правление длилось девяносто шесть дней, а второе — один год, три месяца и двадцать два дня, жил в одной из внутренних построек гарема, где его держали взаперти в течение пятнадцати лет после последнего свержения. О его состоянии в этот период информации нет.
Мустафа умер 20 января 1639 года (15 рамадана 1048 года по хиджре). Ходили слухи, что Мурад IV, казнивший в 1635 году двоих своих братьев Сулеймана и Баязида, приложил руку и к смерти свергнутого дяди. Османский историк Мехмед Эдирневи однако заявлял, что Мустафа умер в «естественное время» (тур. ecel-i tabîî). Сакаоглу также писал, что Мустафа умер естественной смертью.
Эвлия Челеби писал, что похороны Мустафы отложили на 17 часов, поскольку искали место для его погребения — Лесли Пирс отмечала, что все султанские гробницы были переполнены, поскольку со времён Мурада III в них хоронили не только самих падишахов, но и членов их семей. В конечном итоге бывший султан был похоронен в одном из зданий перед мечетью Айя-София, куда принесли землю из Хасбахче — внутреннего сада султанского дворца. Исследователям не удалось достоверно установить, что это было за здание: специалист по исламскому искусству и архитектуре Олег Грабар и автор популярных книг о путешествиях и истории Джон Фрили считали этим зданием бывший баптистерий собора, тогда как историк Кэролайн Финкель считала, что Мустафу I похоронили в бывшем хранилище оливкового масла во внутреннем дворе собора, а Эвлия Челеби, ссылаясь на воспоминания своего отца, служившего придворным ювелиром — «сводчатым масляным магазином во дворе Айя-Софии, который пустовал несколько веков».

## Психическое здоровье и личность
Недждет Сакаоглу писал, что по сведениям государственных деятелей, посадивших Мустафу на престол, и других современников этого султана, у Мустафы чередовались состояния полного сознания и сумасшествия. Во время правления его отца и брата Ахмеда I существование Мустафы не афишировали и не выпускали его за пределы дворца. Мустафу считали наполовину вменяемым, а когда после неожиданной смерти Ахмеда I Мустафу возвели на трон, от него ожидали чудесного выздоровления. Когда же в течение трёх месяцев улучшения не наступило, его свергли. Второе восшествие Мустафы на престол было обусловлено иными мотивами бунтовщиков, однако также завершилось свержением. Историки Ибрахим Печеви, Мустафа Наима и Кятиб Челеби писали, что народ узнал о психической несостоятельности Мустафы ещё во время церемонии в Эюпе в 1617 году; уже тогда люди «не смотрели на него благосклонно и понимали, что он не в своём уме». Султан мог выйти в море без капитана, любил бросать золотые монеты рыбам и птицам, а также сшибать с голов визирей тюрбаны и теребить их бороды, когда визири приходили советоваться с султаном по государственным вопросам. Во время второго правления Мустафу часто сравнивали с его покойным племянником и сравнение было далеко не в пользу Мустафы: английский посланник сэр Томас Ро писал, что народ считал «нынешнего императора дураком». Энтони Олдерсон отмечал, что в восточной культуре безумие приравнивалось к святости, что позволило Мустафе избежать казни в 1617, 1618 и 1623 годах; об этом писал и Эмеджен.
Сакаоглу отмечал, что, хотя Мустафе I было около 25 лет, когда он в первый раз стал султаном, из-за проблем с психикой он вёл себя не как взрослый мужчина, а как ребёнок, ему постоянно требовалась опека.
Эмеджен отмечал, что документы, которые, как полагалось, писал Мустафа, были написаны некрасивым крупным почерком и, вероятно, в действительности вышли из-под пера одной из его рабынь.

### Личная жизнь
Согласно Сакаоглу, Мустафа постоянно нуждался в опеке матери или гаремных наложниц и полностью от них зависел. После свержения Османа II янычары, спустившиеся через потолок в покои, в которых был заключён Мустафа, обнаружили его с двумя наложницами, которые были лишь его няньками. Сакаоглу отмечал, что в истории не сохранилось данных о женщинах, с которыми у Мустафы I могли быть отношения, и сведений о возможных детях, шехзаде или султанш. Таким образом, Мустафа I стал единственным по-настоящему «больным» представителем Османской династии, у которого никогда не было ни жены, ни детей. Эмеджен отмечал, что в некоторых западных источниках утверждалось, что Мустафа не подпускал женщин к своей постели, и поэтому не имел детей; об этом писала и Пирс: несмотря на многочисленные уговоры, Мустафу так и не смогли убедить взять наложницу и продолжить свой род.
Чагатай Улучай полагал, что у Мустафы I могли быть физические отношения с теми наложницами, которые оказались с ним взаперти во время правления Османа II. Их имена не были записаны и неизвестно, были ли у безумного султана дети; Чагатай тоже сделал вывод, что Мустафа был первым бесплодным или бездетным султаном в истории империи.
Эмеджен и Бёрекчи отмечали, что, в отличие от других султанов, Мустафа не создавал и не покровительствовал ни одной из благотворительных организаций.

## В культуре
Мустафа является одним из персонажей турецкого телесериала «Великолепный век. Империя Кёсем». Роль Мустафы в детстве исполнил Алихан Тюркдемир, роль взрослого султана Мустафы исполнил Боран Кузум, роль взрослого Мустафы, запертого в кафесе, исполнил Эмин Гюрсой.
Мустафа появляется в романе чешского писателя Владимира Неффа «Перстень Борджа» (1975), второй части трилогии о Петре Кукане.

## Комментарии
1. ↑  Ещё один сын Мехмеда III, шехзаде Джихангир, скончался вероятно от чумы в 1602 году или ранее, но до июля 1602 года[9].
2. ↑  Олдерсон, указывающий Махпейкер в таблице «семья Мехмеда III», подчёркивает, что сведения не точны, и это может быть хасеки Ахмеда I Махпейкер Кёсем-султан, которую ошибочно приняли за хасеки Мехмеда III[14][15]. Если же Махпейкер действительно существовала и была матерью Мустафы, то её имя просто затерялось в истории на фоне более известной жены Ахмеда I[12], ставшей валиде сразу при двух султанах[16].
3. ↑  Об этом писал и Бёрекчи в статье о Мустафе в «Энциклопедии Османской империи»[4].
4. ↑  Пирс отмечала, что Осману на момент смерти отца было 14 лет — больше, чем было самому Ахмеду, когда он стал султаном, и, вероятно, причина возведения Мустафы на престол и отстранение Османа была иной[27].
5. ↑  Сюрея указывает датой первого восшествия Мустафы I на престол 3 зу-ль-када 1026 года по хиджре — 2 ноября 1617 года[5].
6. ↑  Кятиб Челеби писал, что когда стало ясно, что султан нездоров, его передали на попечение докторов, а руководство государством было отдано его матери[33].
7. ↑  Павильон, где султан встречался с советом дивана и иностранными послами[37].
8. ↑  Туга Челеби[36]: … у султана Мустафы даже сидеть не было сил, и [его] усадили в [подвернувшуюся] около дворца больничную арбу, [с ним] посадили двух рабынь, мать султана и гуляма по имени Дервиш. Обвязав арбу со всех сторон веревками и взявшись за них, потащили и доставили [её] в Старый дворец.
9. ↑  Туга Челеби отмечал, что заключённых освободила часть мятежников[36].
10. ↑  Согласно Туге-челеби, Осман был схвачен у резиденции аги янычар, посажен на лошадь и, пока ехал до мечети, был подвергнут публичному поношению[36].
11. ↑  Туга-челеби[36]: Султан Осман спросил Мехмед-агу [охранявшего его]: «Кем ты был в оджаке?»  — «Я был хасеки». — «А кто назначил кетхуда-бея?»  — «Султан Мустафа», — ответил тот. «Да разве его решение имеет силу? Открой это окно: я поговорю с моими янычарами», — сказал он. Окно открыли. Султан Осман, высунув голову наружу, обратился с мольбой: «Мои аги! Отцы-янычары и отцы-сипахи! Под влиянием лживых слов и по молодости я оскорбил вас, лучше бы мне этого не делать. Только что придя, вы стреляли из ружей, разве вы меня не хотите?» Они ответили разом: «Мы тебя не хотим, но на убийство нашего согласия нет». От такого ответа султан Осман пришел в отчаяние и, закрыв окно, сказал: «В таком случае заточите меня туда, где сидел султан Мустафа, не убивайте».
12. ↑  Ага янычар, возглавивший бунт против Османа II, посчитал, что назначить нового великого визиря должна валиде-султан[43], которая настояла на кандидатуре Кара Давута-паши — её зятя и ближайшего союзника[41].
13. ↑  Мать Мустафы от имени сына издавала указы, которые в дальнейшем зачитывали придворные[40].
14. ↑  Церемония чествования первых четырёх халифов после пророка[45].
15. ↑  Туга Челеби[44]: Давуд-паша сбежал, но через несколько дней ага [из свиты Дауда] пришел [к Порте] получить награду за благую весть, сообщив, где тот скрывается. Отправился бостанджи-баши и в одной деревне на сеновале отыскал Дауд-пашу и, схватив его, привел. [Пашу] посадили в казарму капыджи, а на следующий день в султанском диване было решено обезглавить его.
16. ↑  Туга Челеби[44]: Однажды главные улемы собрались в Султан Мехмед джами и, позвав также шейхов, заговорили о султане Мустафе: «У него в голове ветер, носить звание имама для него недопустимо, владеть он ничем не может. Он должен освободить трон, и садразама мы тоже не желаем, он ослабил [влияние] улемов, есть фетва о его многократном богохульстве». Ежедневно они уведомляли мать султана, что «янычары не хотят ее сына, будь готова [к низложению]». По их словам, «он заставлял выдавать золото кошельками, раздавал янычарам, тратил сам, разорял казну, и она иссякла». Они послали людей к муфтию Яхье-эфенди и кадиаскерам, пригласили их и привезли [в мечеть]. Когда им сообщили указанные слова, они ответили: «Справедливо, дело обстоит именно так, но одним махом два дела не решаются: давайте сперва пойдем к падишаху и потребуем отставки садразама, а там посмотрим, что получится»  — и под этим предлогом ушли из мечети и разошлись по домам.
17. ↑  Туга Челеби[44]: Собравшиеся в мечети улемы ждали, что муфтий-эфенди принесет сообщение об отставке садразама. Все везиры, аги бёлюков прибыли в резиденцию аги [янычар] и направили некоторых сипахиев и аг оджаков к улемам. Улемы подумали, что к ним они явились, чтобы разогнать их. Они набросились на пришедших, заявляя: «Вы все помогали безбожному Мере». Среди собравшихся были сипахи и янычары, которые поддерживали улемов и которые сказали: «Мы пойдем в диван». Из усыпальницы Ашик-паши [они] вынесли знамя и водрузили его около мечети султана Мехмеда. С ними был и Бычакчи-оглу. Те, кто пришел к аге [янычар], хотели пойти на собравшихся в этой мечети. Улемы решили отправиться в диван, заявив: «Не следует идти к тем, кто находится у аги, мы пойдем в диван». Тогда же [везиры, аги бёлюков] послали людей, чтобы пригласить в резиденцию аги муфтия, кадиаскеров и Сиваси-эфенди. От падишаха [бостанджи-баши] принес высочайший указ. «Немедленно выступить и рассеять толпу в Султан Мехмед джами. Пусть шейх-уль-ислам тоже выскажет свое мнение», — говорилось там. По размышлении решили послать [к мечети] накиб-уль-эшрафа Шериф-эфенди, а от шейхов  — Сиваси-эфенди. Им дали ответ: «Требуем [выдачи] садразама, убийство в силу многих причин шариатом дозволяется». Пришедшие унесли этот ответ. Снова явился бостанджи-баши с еще одним высочайшим указом, в котором предписывалось: «Пусть выступят и бостанджи и полностью разгонят тех, кто собрался [у мечети] к этому времени».
18. ↑  Туга Челеби[44]: Было время предвечерней молитвы, когда во дворце совершался намаз. Поднялись садразам, шейх-уль-ислам, кадиаскеры, аги бёлюков и все янычары и сипахи, чтобы разогнать собравшихся. Когда дошли до мечети Шехзаде, шейх-уль-ислам предложил: «Пошлем еще раз людей [с повелением]: пусть разойдутся». Сочли разумным. Аги послали людей, это не дало ничего. Собравшиеся заявили: «Пусть идут, наше дело по шариату». Получив такой ответ, они сказали: «Пусть грех ляжет на их души, идем!» В этот момент глава белых евнухов лично доставил высочайший указ, в котором было написано: «Двигаться как можно быстрее, захваченных убивать беспощадно». Ждать больше было нельзя, к тому же [по приказу] аги Стамбула Мимарзаде Мехмеда также выступило свыше тысячи аджем-и огланов, рекрутов из черни, а следом за ними, словно на штурм крепости, двинулись сановники, янычары и сипахи. В этот момент до собравшихся донеслось: «Что стоите? Они идут не с шариатом, а с боевым оружием». Умные сразу же разошлись по домам под предлогом свершения ритуального омовения, а находившиеся около мечети янычары и сипахи побежали, обгоняя друг друга. Когда прозвучал вечерний эзан, подошли аджем-и огланы, рекруты, расхватали седла, которые были у слуг, ждавших своих хозяев около мечети, и все, что нашли, затем ворвались в священную мечеть и убили всех, кого обнаружили внутри и около нее, ради их одежды. В момент вечернего намаза около минбара был убит мюдеррис Эгрибози Бейзаде  — он был ученым. Словом, на том месте были убиты трое ученых и девять софт. Среди [погибших], говорят, были мюдеррис и кадии, сын одного из знатных улемов  — всего 19 человек…
19. ↑  Туга Челеби[44]: На следующий день все пришли в султанский диван, [о чем] сразу дали знать; никто не входил и не выходил. Затем вошли садразам и шейх-уль-ислам и, увидевшись с матерью султана, сказали: «Это [смещение] следует по шариату в отношении твоего сына». Мать султана ответила: «Предписание шариата священно, а я повинуюсь шариату, только не убивайте моего сына, как убили султана Османа».  — «Боже упаси причинить зло, Аллах следит за ним. Его хотели извести султан Ахмед и султан Осман, попытка каждого из них убить [его] обернулась против них, пусть с вами остается»,   — обещали они.
20. ↑  Сюрея указывает датой второго свержения 14 зу-ль-када 1932 — 30 августа 1623 года[5], а Олдерсон — 9 сентября 1623[2].
21. ↑  Сюрея, не указывая конкретную дату, писал, что Мустафа умер в 1048 году по хиджре (1638/1639)[5]
22. ↑  Помимо матери и зятя Мустафы Кара Давута-паши опекали безумного султана Туга Челеби, часто называвший себя «падишах-и вели» (тур. pâdişâh-ı velî — «нянька падишаха») и много шутивший об этом, а также Килари Мехмед-эфенди[42].